# Tasker Oddie

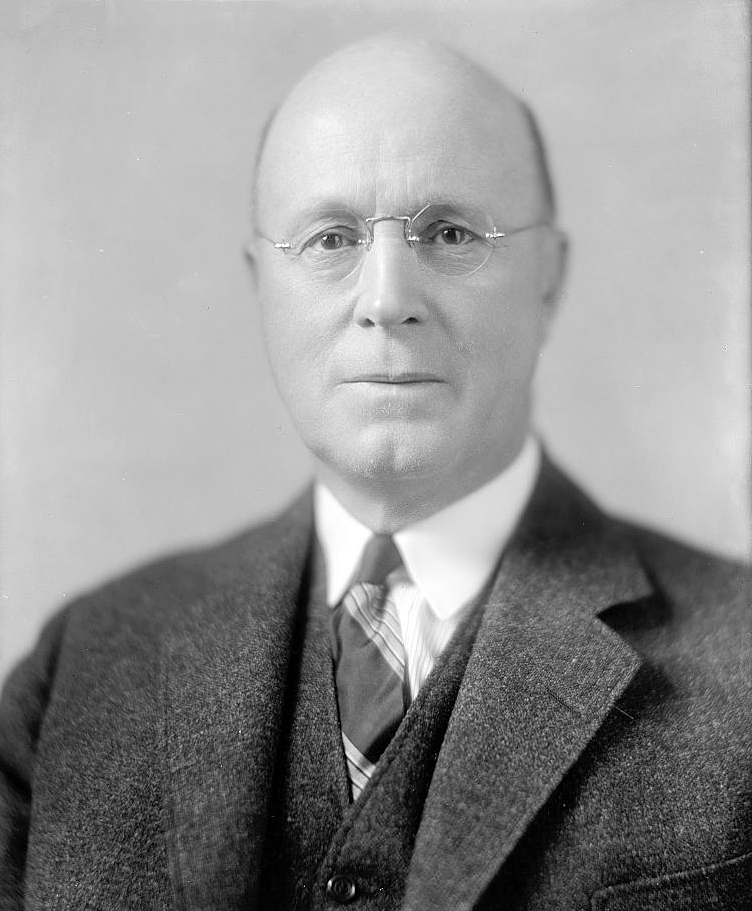
Tasker Oddie

Tasker Lowndes Oddie (* 20. Oktober 1870 in Brooklyn, New York City; † 17. Februar 1950 in San Francisco, Kalifornien) war ein amerikanischer Politiker.

## Biografie

### Frühes Leben
Oddie, der in East Orange (New Jersey) aufwuchs, absolvierte die New York University, an der er 1895 seinen Abschluss in Rechtswissenschaften erlangte. Da er sich in New York keinen Mandantenstamm aufbauen konnte und daher nur bedingt als Rechtsanwalt erfolgreich war, zog er 1898 nach Nevada, wo er sich in Austin niederließ.
Oddies Interesse galt der Landwirtschaft und der Aufzucht von Nutztieren; auch war er an der wirtschaftlichen Förderung der Stadt Tonopah interessiert, wo um die Jahrhundertwende Silber gefunden worden war.

### Politische Karriere
Seinen ersten Schritt in die Politik setzte Oddie 1901, als er für ein Jahr – bis 1902 – zum Bezirksstaatsanwalt des Nye County ernannt wurde. Er wurde 1903 in den Senat von Nevada gewählt und verblieb dort bis 1906.
In den kommenden fünf Jahren kehrte er nach Austin zurück, wo er erneut als Anwalt praktizierte. 1911 kandidierte Oddie als Parteimitglied der Republikaner mit Erfolg für das Amt des Gouverneurs von Nevada und amtierte bis 1915. Seine bedeutsamste Amtshandlung war die Erhebung von Las Vegas zur Stadt am 17. März 1911. Da Oddie zu diesem Zeitpunkt noch unverheiratet war, wurden seine Mutter Ellen sowie seine beiden Schwestern die First Ladys von Nevada.
Nach seiner Abwahl im Jahr 1915 vergingen weitere fünf Jahre, in denen Oddie sich aus der Öffentlichkeit zurückzog. In diese Zeit fällt seine Heirat mit Daisy Randal Mackeigan, mit der er 1918 vor den Traualtar trat.
1920 kandidierte Oddie für das Amt des US-Senators, ein Vorhaben, das ebenfalls mit Erfolg gekrönt war. Oddie, der sein Amt im März 1921 antrat, und einmal wieder gewählt wurde, amtierte bis März 1933. In dieser Zeit leitete er unter anderem das Senatskomitee für Minen und den Bergbau; auch saß er im Ausschuss, in denen das Postsystem und die Eisenbahnen politisch debattiert wurden.

### Spätes Leben
Tasker Oddie, der 1933 vom Demokraten Pat McCarran als Senator geschlagen wurde, verließ danach endgültig die Politik, wenngleich er sich nach wie vor in der Wirtschaft betätigte.
Er starb im Alter von 80 Jahren in San Francisco und liegt in Carson City (Nevada) begraben.

## Sonstiges
Der Mount Oddie, ein Berg bei Tonopah, wurde nach ihm benannt. Auch gibt es in Reno und Sparks je eine Straße, die nach dem US-Politiker Oddie Boulevard getauft wurden.